# هالینا باینو-وزا
هالینا باینو-وُزا (لهستانی: Halina Buyno-Łoza؛ ‏ ۱۲ دسامبر ۱۹۰۷ – ۱۳ سپتامبر ۱۹۹۱) بازیگر و هنرمند رقص اهل لهستان بود.
از فیلم‌هایی که وی در آن‌ها نقش داشته است، می‌توان به چگونه جنگ جهانی دوم را آغاز کردم، به‌دور از جاده، دوست بدار یا رها کن، قماری بالاتر از زندگی، یک فاجعه، لوتنا و خرده‌دهقانان اشاره نمود.